# Kazimieras Būga
Kazimieras Būga, (6 de noviembre de 1879-2 de diciembre de 1924) fue un filólogo y lingüista lituano, creador de los estudios bálticos. Fue profesor de lingüística, se dedicó al estudio de la lingüística comparada del indoeuropeo y de la lengua lituana.

## Biografía
Nació en Pažiegė, cerca de Dusetės, entonces parte del Imperio ruso. Entró en la facultad de historia y filología de la Universidad Estatal de San Petersburgo en 1905, entre sus profesores se encontraban eruditos tan famosos como Jan Baudouin de Courtenay, Filipp Fortunatov, Alekséi Shájmatov y AJ Sobolevsky. Después de graduarse, en 1912 se le permitió continuar trabajando en lingüística indoeuropea comparada bajo la dirección de J. Baudouin de Courtenay y prepararse para una carrera docente.  
En 1914 recibió una beca y fue enviado al extranjero, en primera instancia con Adalbert Bezzenberger en Konigsberg, para continuar sus estudios, pero tuvo que regresar a San Petersburgo unos meses más tarde, al estallar la Primera Guerra Mundial. En 1916 obtuvo su maestría y se le otorgó el rango de instructor. Cuando parte de la Universidad de San Petersburgo se trasladó a Perm, donde fue nombrado profesor asistente a partir del 1 de julio de 1916 y en 1918 fue ascendido a profesor asociado.  
Cuando comenzó la revolución, se mudó a Tomsk y de allí regresó a Lituania a finales de agosto de 1920. Ya en Lituania, comenzó con la composición de un diccionario de lituano. A partir de 1922 fue prácticamente el único profesor de lingüística báltica e indoeuropea de la Universidad de Kaunas, fundada ese mismo año.
Las difíciles condiciones de vida y el intenso trabajo minaron su salud. Fue llevado a Königsberg para recibir tratamiento, donde murió. Está enterrado en Kaunas.

## Obra

### Trabajos de lexicografía
Su investigación etimológica, comenzó alrededor de 1902, acumulando un índice de palabras de aproximadamente 617.000 páginas. Fue objeto de valiosos artículos durante un período de dos décadas. Nombrado secretario de Kazimieras Jaunius en 1903, preparó una exposición completa de la doctrina lingüística de Jaunius en cuatro volúmenes, pero solo uno de ellos se publicó en 1908 con el título Aistiški studijai (Estudios bálticos); El resto no se publicó, porque después de un tiempo Būga se convenció de que la doctrina de Jaunius era errónea. También preparó para la imprenta la Lietuviu kalbos gramatika (Gramática de la lengua lituana) de Jaunius, publicada entre 1908 y 1911; Būga hizo una traducción rusa de esta gramática y su publicación se completó en 1916.
En 1912, la Academia Rusa de Ciencias le encargó editar y publicar el segundo volumen (letras K-L) del Diccionario de Antanas Juska; sólo una parte, en lo que respecta a la palabra kretalas, se publicó en 1922. Būga se dedicó por completo al trabajo lexicográfico en 1920, cuando el Ministerio de Educación de Lituania le confió la organización de la publicación de un diccionario lituano. Su intención era preparar un tesauro completo del idioma lituano, dando el origen de muchas palabras, su historia, distribución geográfica, significado y otra información. En el momento de su muerte en 1924, sólo había publicado un fascículo (64 páginas de introducción y 80 páginas de texto, hasta la palabra ančtraukas); un segundo e incompleto fascículo (84 páginas de introducción y 2 páginas de texto, hasta la palabra anga) apareció póstumamente en 1925.

### Estudios enantroponímica
Investigó los nombres compuestos lituanos y demostró que eran más antiguos de lo que se pensaba, descubrió las formas correctas de los nombres de los príncipes de Lituania. Basándose en los nombres de lugares y en los nombres de ríos determinó que el territorio habitado por los lituanos y otros pueblos bálticos en el siglo IX llegaba hasta el norte de Ucrania. También estudió la cronología de la admisión de los préstamos del eslavo en el lituano. Identificó nombres de origen báltico en cierto número de ríos de Alemania oriental, posteriormente investigaciones arqueológicas confirmarían la presencia de bálticos en la región hacia el 1500 a. C.. Encontró en crónicas polacas y alemanas de la Edad Media numerosos casos en que los prusianos y los lituanos son llamados getes, esto es, godos.
Produjo su obra más importante en el campo de la lexicografía, con materia que empezó a reunir en 1902, se entregó por completo a este trabajo en 1920 cuando el ministro de educación lituano le encomendó la redacción de un diccionario, antes de morir se publicó el primer volumen del Diccionario de la lengua lituana (Lietuvių kalbos Žodynas).

### Estudios de hidronímica, fonética, morfología
Būga puede considerarse el pionero de la investigación lituana sobre la hidronimia. Escribió obras sobre fonética y morfología históricas (Priesagos ‑ūnas ir dvibalsio uo kilmė 1921), investigó la historia del acento y los acusativos en la lengua lituana (Metatonija in lituano y letón / Die Metatonie im Litauischen und Lettischen 1923–24, Estrés y ciencia acusativa 1924). Recopiló datos sobre las extintas lenguas prusiana, curoniana, seliana, Žimegaliana y otras lenguas bálticas (nación y lengua lituana y sus parientes cercanos 1924), resolvió los problemas de la mitología báltica galíndica y jotvingia (Materiales para la mitología lituana , letona y prusiana 1908- 09). Mejoró el idioma lituano general, el uso estandarizado y la ortografía (materias lingüísticas 1907–10, lenguas menores 1914, 1920–22, lengua y antigüedad 1920–22).

## Premios y reconocimientos
En el pueblo de Pažiegė (casco antiguo de Dusetės, municipio del distrito de Zarasai) se encuentra el Museo Conmemorativo Kazimier Būga (sede del Museo de la Región de Zarasai).